# Wai Ka-fai
Wai Ka-fai (chinois simplifié : 韦家辉 ; chinois traditionnel : 韋家輝 ; pinyin : wei2 jiā1 huī4) est un réalisateur, producteur et scénariste né le 1er janvier 1962 à Hong Kong. 
Il a fondé en 1996 avec Johnnie To la société de production Milkyway Image.

## Filmographie

### Réalisateur
- 1995 : Peace Hotel (Woh ping faan dim)
- 1997 : Too Many Ways to Be No. 1 (Yi ge zi tou de dan sheng)
- 2000 : Help!!!
- 2000 : Needing You...
- 2001 : Wu Yen (Chung mo yim)
- 2001 : Love on a Diet
- 2001 : Fulltime Killer
- 2002 : Fat Choi Spirit (Lik goo lik goo san nin choi)
- 2002 : My Left Eye Sees Ghosts
- 2003 : Love for All Seasons
- 2003 : Turn Left, Turn Right
- 2003 : Dai zek lo
- 2004 : Fantasia (Gwai ma kwong seung kuk)
- 2005 : Himalaya Singh (Hei ma mai ah sing)
- 2006 : The Shopaholics (Jui oi nui yun kau muk kong)
- 2007 : Mad Detective
- 2009 : Written By
- 2022 : Detective vs Sleuths

### Scénariste
- 1982 : Soldier of Fortune (Heung sing long ji)
- 1986 : The Feud of Two Brothers (Laun man dai hung)
- 1989 : Looking Back in Anger (Yee but yung ching)
- 1990 : Ai de shi jie (The story of my son)
- 1992 : Gun n' Rose (Long teng si haie)
- 1992 : The Greed of Man (Dai si doi)
- 1995 : Peace Hotel (Woh ping faan dim)
- 1997 : Liang ge zhi neng huo yi ge (The odd one dies)
- 1997 : Too Many Ways to Be No. 1 (Yi ge zi tou de dan sheng)
- 1999 : Joi gin a long (Where a good man goes)
- 2000 : Help!!!
- 2000 : Needing You...
- 2001 : Wu Yen (Chung mo yim)
- 2001 : Love on a Diet
- 2001 : Fulltime Killer
- 2002 : Fat Choi Spirit (Lik goo lik goo san nin choi)
- 2002 : You qing you yi (Brotherhood)
- 2002 : My Left Eye Sees Ghosts
- 2003 : Love for All Seasons
- 2003 : Turn Left, Turn Right
- 2003 : Dai zek lo
- 2004 : Fantasia (Gwai ma kwong seung kuk)
- 2006 : The Shopaholics (Jui oi nui yun kau muk kong)
- 2007 : Mad Detective
- 2009 : Vengeance
- 2009 : Written By
- 2012 : Romancing in Thin Air

### Producteur
- 1986 : Lau man dai hung (The feud of two brothers)
- 1989 : Looking Back in Anger (Yee but yung ching)
- 1992 : The Greed of Man (Dai si doi)
- 1997 : Liang ge zhi neng huo yi ge (The odd one dies)
- 1997 : Kong bu ji (The intruder)
- 1998 : Um fa (Dark flowers)
- 1998 : Expect the Unexpected
- 1998 : Chan sam ying hung (A Hero never dies)
- 2000 : Help!!!
- 2000 : Needing You...
- 2000 : Sai gei chi chin (War of the century)
- 2001 : Wu Yen (Chung mo yin)
- 2001 : Love on a Diet
- 2001 : Fulltime Killer
- 2002 : Fat Choi Spirit (Lik goo lik goo san nin choi)
- 2002 : You gink you yi (Brotherhood)
- 2003 : Love for All Seasons
- 2003 : Turn Left, Turn Right
- 2004 : Fantasia (Gwai ma kwong seung kuk)
- 2006 : The Shopaholics (Jui oi nui yun kau muk kong)
- 2007 : Mad Detective
- 2009 : Written By
- 2012 : Romancing in Thin Air

## Récompenses
- Hong Kong Film Critics Society Awards 2008 du meilleur scénario pour Mad Detective